# Nuuk-Stadion

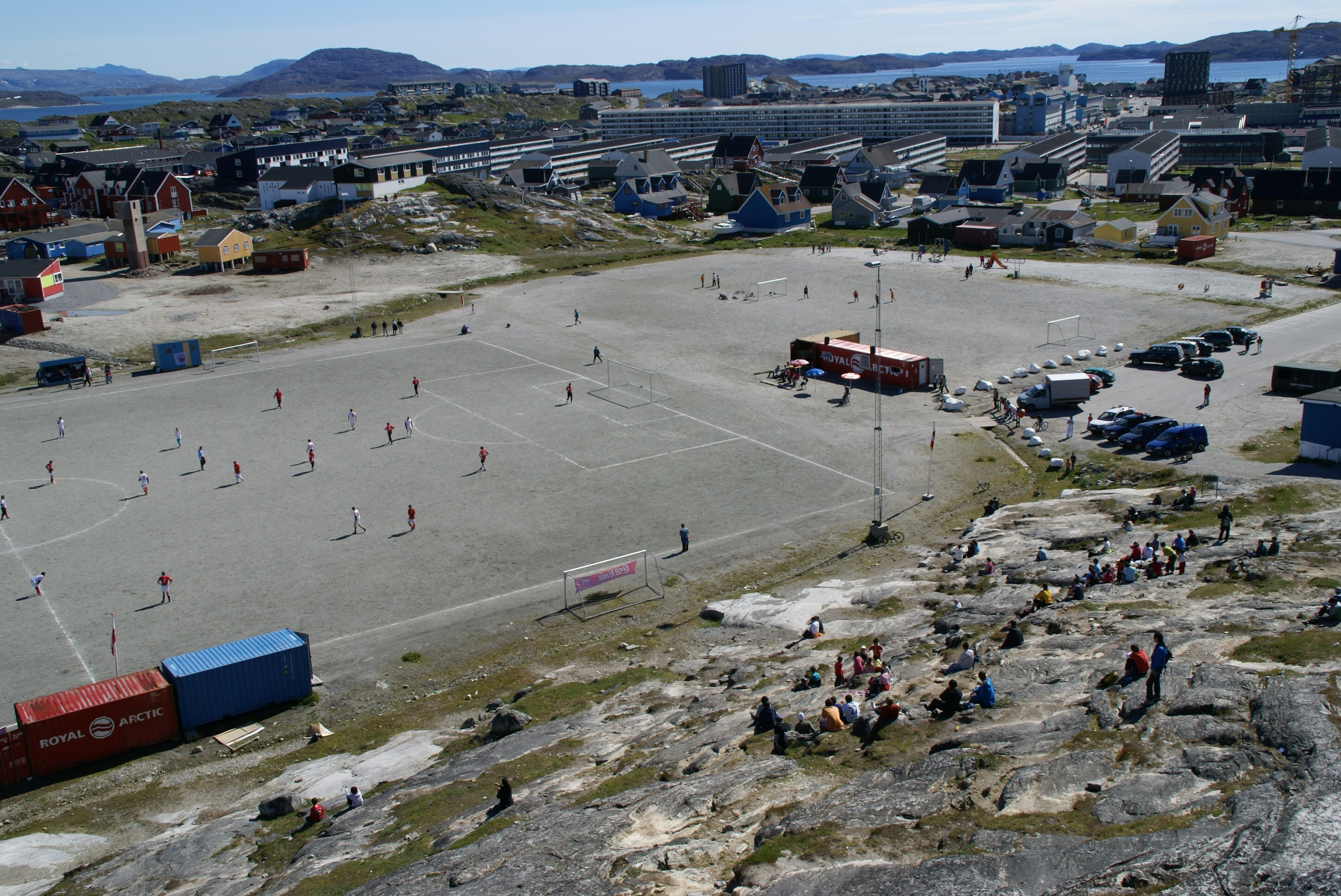
Das Stadion vor Verlegung des Kunstrasens (2015)

Das Nuuk-Stadion ist ein Mehrzweckstadion in Nuuk, das sich direkt neben der Godthåbhallen befindet. Es ist Grönlands Nationalstadion und wird hauptsächlich für Fußballspiele genutzt. Das Stadion hat keine Tribüne, aber auf den Felsen neben der Spielfläche finden rund 2000 Personen Platz. Auf dem Platz werden unter anderem Spiele der grönländischen Nationalmannschaft und Meisterschaftsspiele ausgetragen.
Das Stadion wurde 1964 errichtet und mit einem Spiel zwischen NÛK und GSS Nuuk eingeweiht. 2016 wurde das Stadion mit Kunstrasen versehen. Der dänische Architekt Bjarke Ingels entwarf 2017 einen Entwurf für ein überdachtes Stadion, das auch für Konzerte genutzt werden und 10.000 Zuschauern Platz bieten soll.